# 소왕국
소왕국(小王國, 영어: petty kingdom)은 왕국을 칭하기는 하지만 일반적인 왕국에 비해 규모가 매우 작은 왕국이다. 잉글랜드 왕국으로 통일되기 전 앵글로색슨 잉글랜드의 여러 왕국들, 잉글랜드의 침공을 당하기 전 아일랜드의 게일계 왕국들, 통일되기 전 노르웨이의 여러 바이킹 왕국들 등이 그 예시라고 할 수 있다.
중세 초기에 할거했던 여러 소왕국들은 중세 성기를 거치면서 후국, 공국, 대공국 등으로 변했다. 근세가 되면 이들 공후국들은 보다 큰 중앙집권적 군주국들에게 흡수되며 사라지게 된다.
한반도의 원삼국 시대에 지배자가 왕을 칭했으나 왕국에 미치지 못한 삼한의 여러 소국들이나 동남아시아의 므엉 같은 것도 이러한 범주로 분류될 수 있다.

## 같이 보기
- 군장국가
- 클라인슈타터라이
- 므앙
- 인도 번왕국